# 姜阿新洋樓
姜阿新洋樓，位於臺灣新竹縣北埔鄉，為一棟「仿巴洛克式」住商合一洋樓。民國35年（1946年）開始興建，民國38年（1949年）竣工，為知名茶商姜阿新為了接待外國茶商賓客，以及自身日常居家需要所興建。姜阿新洋樓位於國定古蹟金廣福公館與縣定古蹟北埔慈天宮之間，為北埔老街的代表性特色建築，地方人稱為「北埔洋樓」。
姜阿新洋樓曾見證臺灣茶業十分興旺的「茶金」時代，幾經波折，於民國95年（2006年）7月公告為新竹縣定古蹟。民國101年（2012年）由姜阿新後人購回，現以「姜阿新教育基金會」管理營運，對外開放參觀。

## 歷史
1946年，姜阿新為了接待外國茶商賓客，以及自身日常居家需要，決定在祖產土地興建住商合一的豪華洋樓。當時正值二戰後經濟復甦，歐美茶葉市場嚴重缺貨，使得臺灣茶業十分興旺的「茶金」時代，姜阿新當時大幅擴張茶葉生產設備、廠房、辦事處，而洋樓的興建充分展現其對國際茶葉市場的信心與企圖心:2-3。
姜阿新規劃洋樓初期，從中國延請唐山地理師父看過風水，建築樣式則以紅毛鄉的徐榮鑑洋樓為主要參考範本，洋樓委由姜阿新的堂姪彭玉理建築師設計與監造，大木作鍾娘德領導匠師群，依據細部設計圖施作與監工:2-4，於1946年動工，1949年竣工。
姜阿新的永光公司，歷經臺灣茶業在1950年與1959年兩度崩盤，於1964年宣布倒閉，而後將洋樓抵押給臺灣省合作金庫，舉家遷移至臺北。臺灣省合作金庫取得產權後，將其做為堆放雜物的倉庫，因疏於維護，建築損壞情況頗為嚴重。1995年8月，以保護老宅為首要業務的「金廣福文教基金會」向臺灣省合作金庫承租姜阿新洋樓，隨即展開修繕工作，於1996年12月完工:2-9。並在「金廣福文教基金會」的積極奔走下，姜阿新洋樓於2001年被指定為新竹縣定古蹟，2006年7月24日登錄公告。
2012年，合作金庫商業銀行有意將洋樓出售，姜阿新後人為尋回過去的生活回憶，透過「金廣福文教基金會」董事長吳東昇的協助，集資與貸款合計新臺幣8,000萬元，向合作金庫商業銀行購回。之後由新竹縣政府向客家委員會申請修繕補助，2015年獲客家委員會補助新臺幣2,968萬元、新竹縣政府補助新臺幣212萬元、所有權人自籌新臺幣353萬元，總計經費為3,533萬元，並由新竹縣政府文化局委託薛琴建築師事務所進行設計，進行古蹟修復。原先登記名稱為「縣定古蹟北埔姜阿新故宅」，2016年4月，姜阿新後人擔心外界誤解「故宅」是指姜家曾經住過，但現在不屬於他們，向政府申請將「故宅」改稱「洋樓」；同年5月，新竹縣政府公告登記名稱改為「縣定古蹟北埔姜阿新洋樓」。現由「姜阿新教育基金會」管理營運，並對外開放參觀。

## 建築特色
姜阿新洋樓由姜阿新委託其堂姪彭玉理建築師設計，方位為坐東朝西，為一棟兩層樓建築。建築樣式採用從台灣日治時期開始流行的「仿巴洛克式建築」，代表當時居家風尚，地方人稱為「北埔洋樓」。

### 外觀

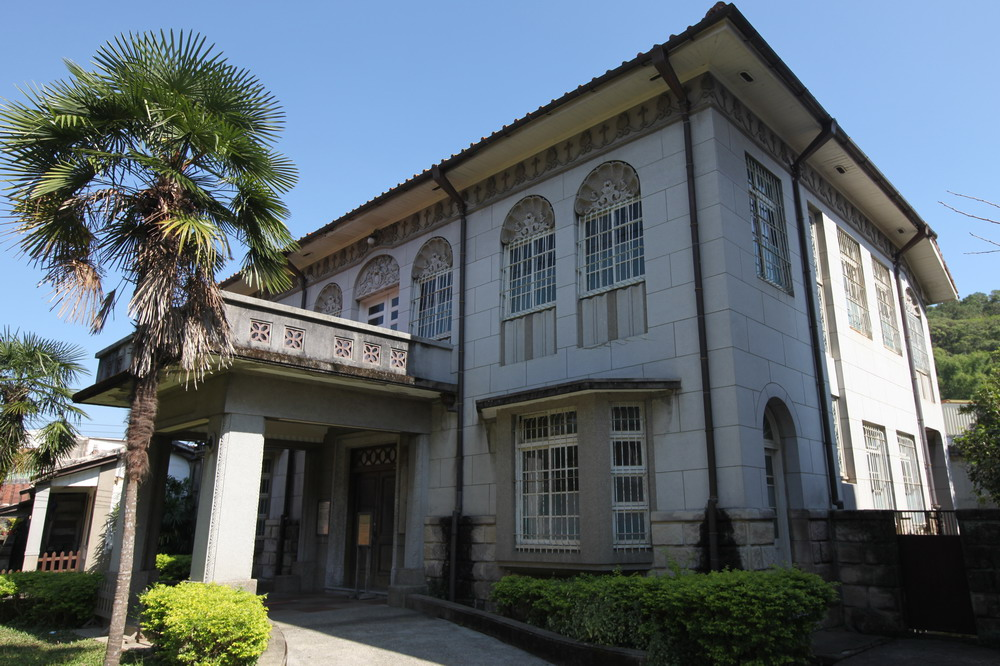
外觀與車寄
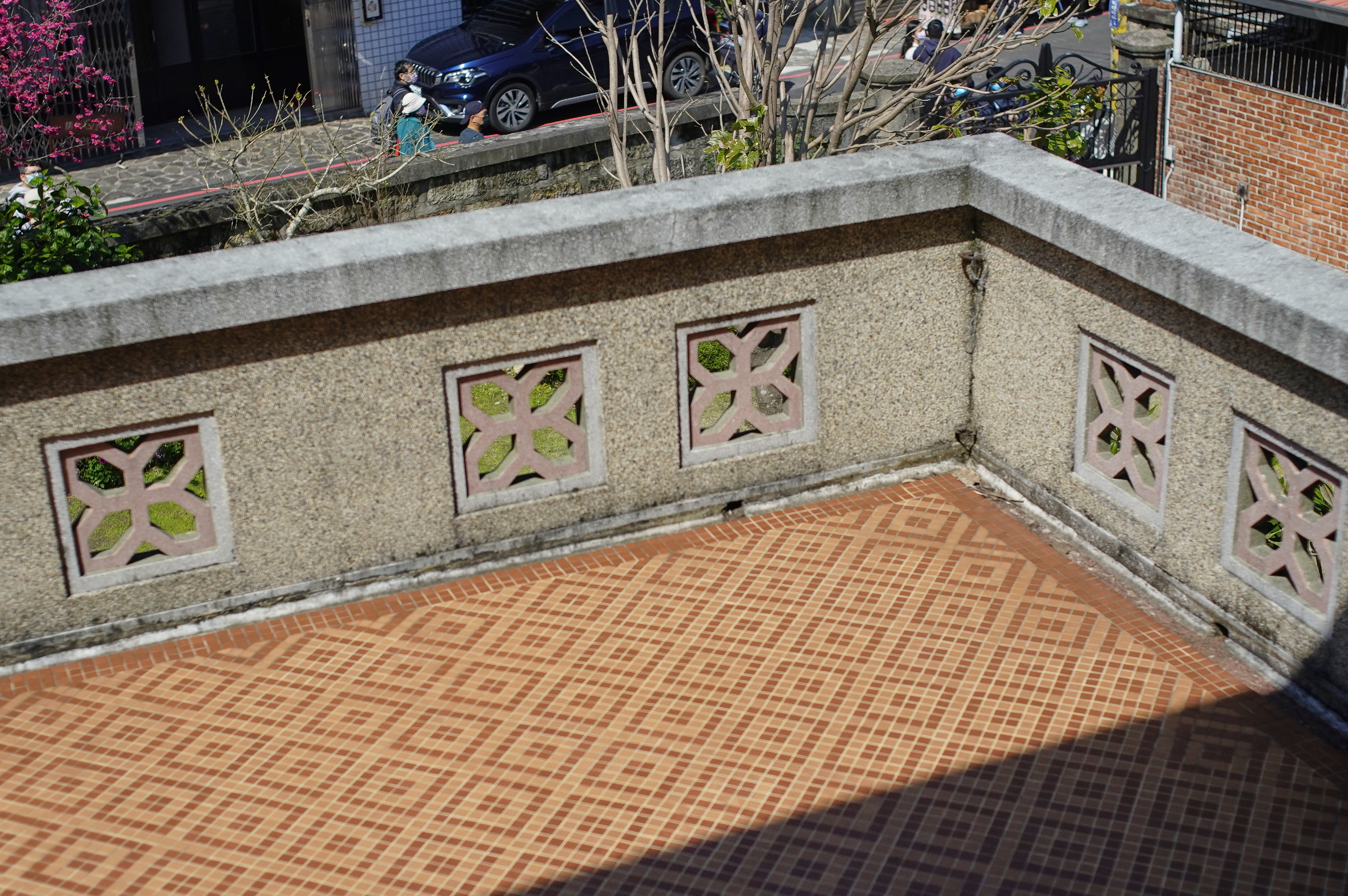
姜阿新洋樓車寄上方露台
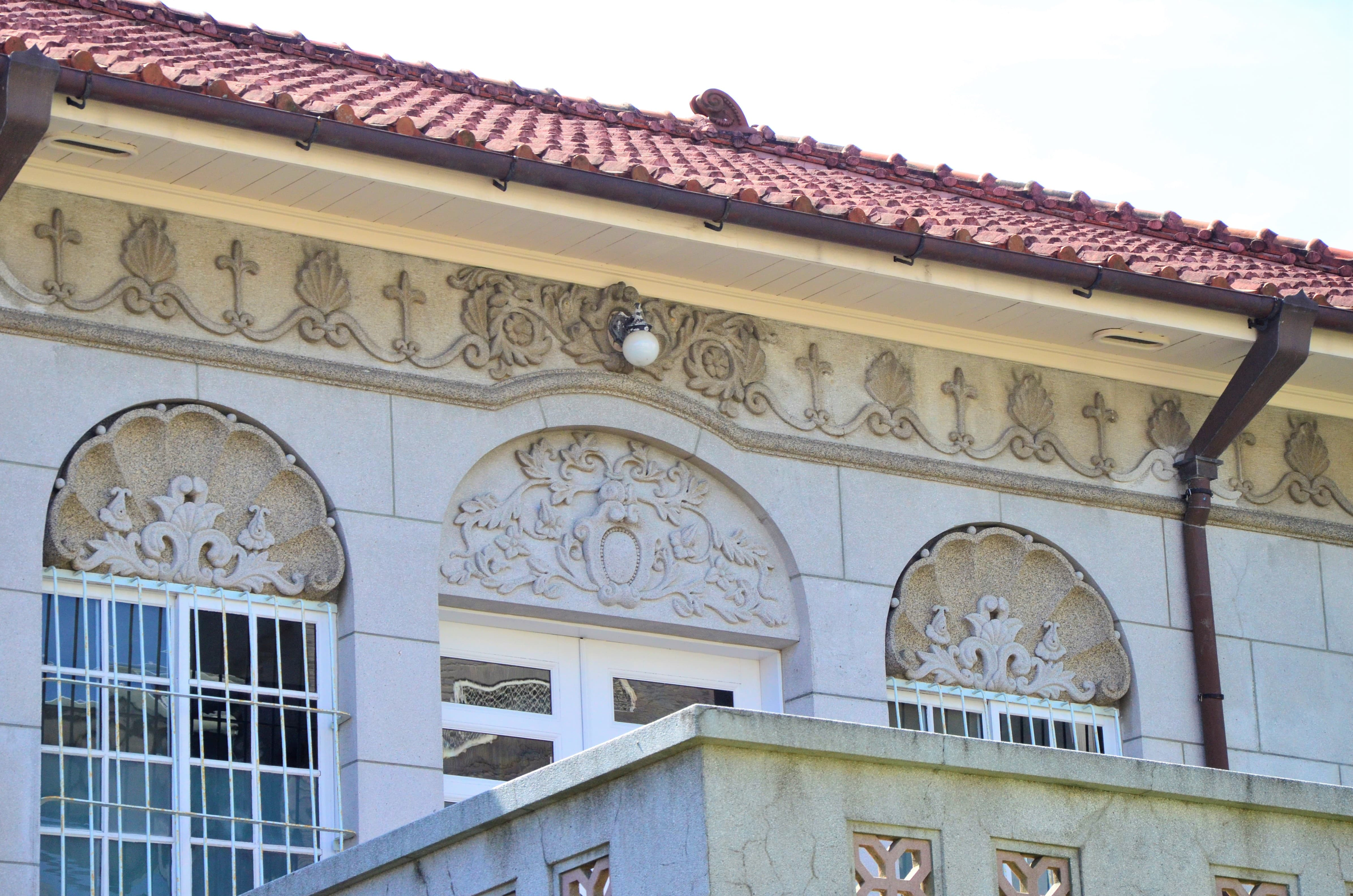
外牆裝飾
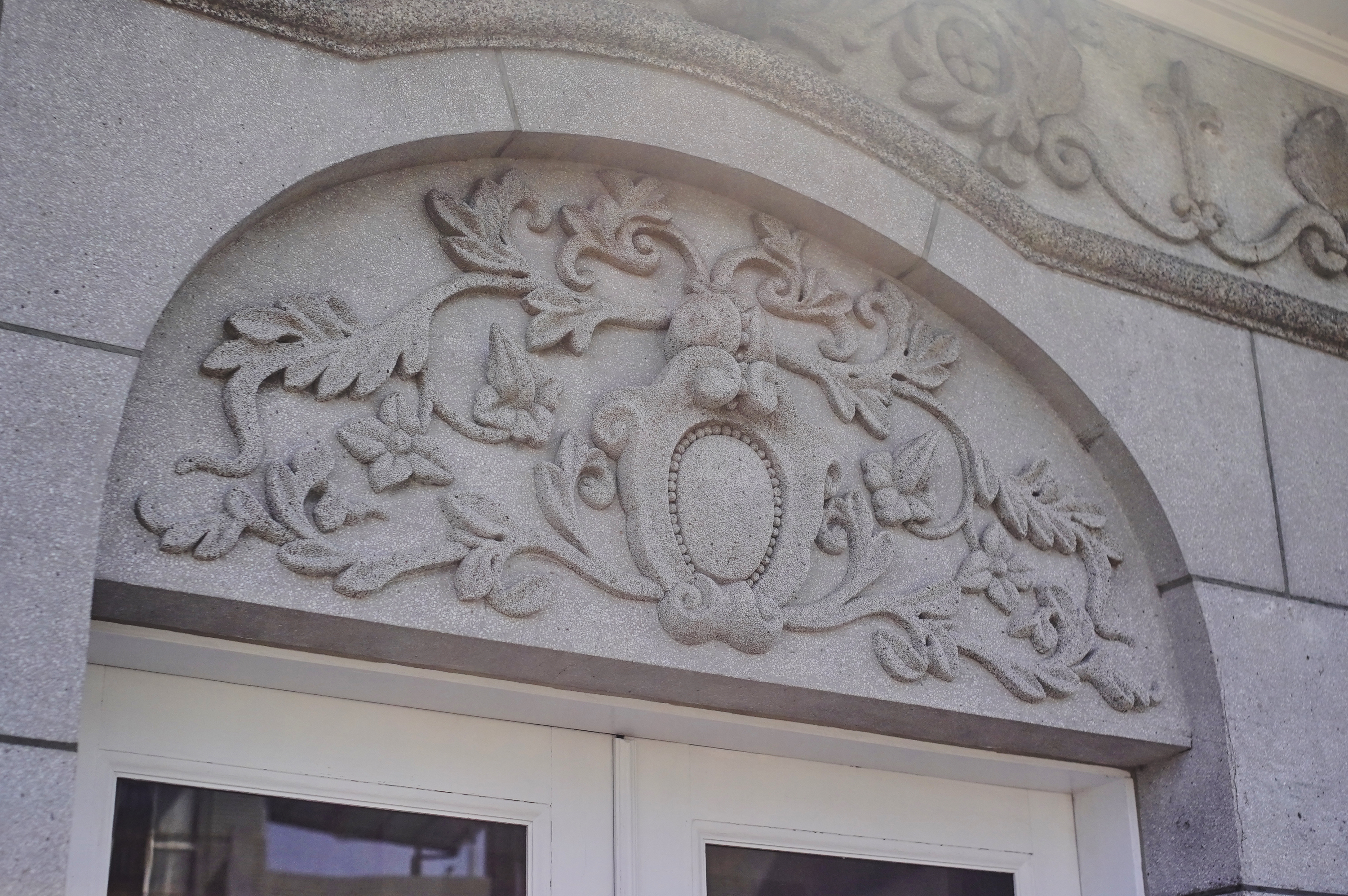
姜阿新洋樓露台的鮑魚雕花
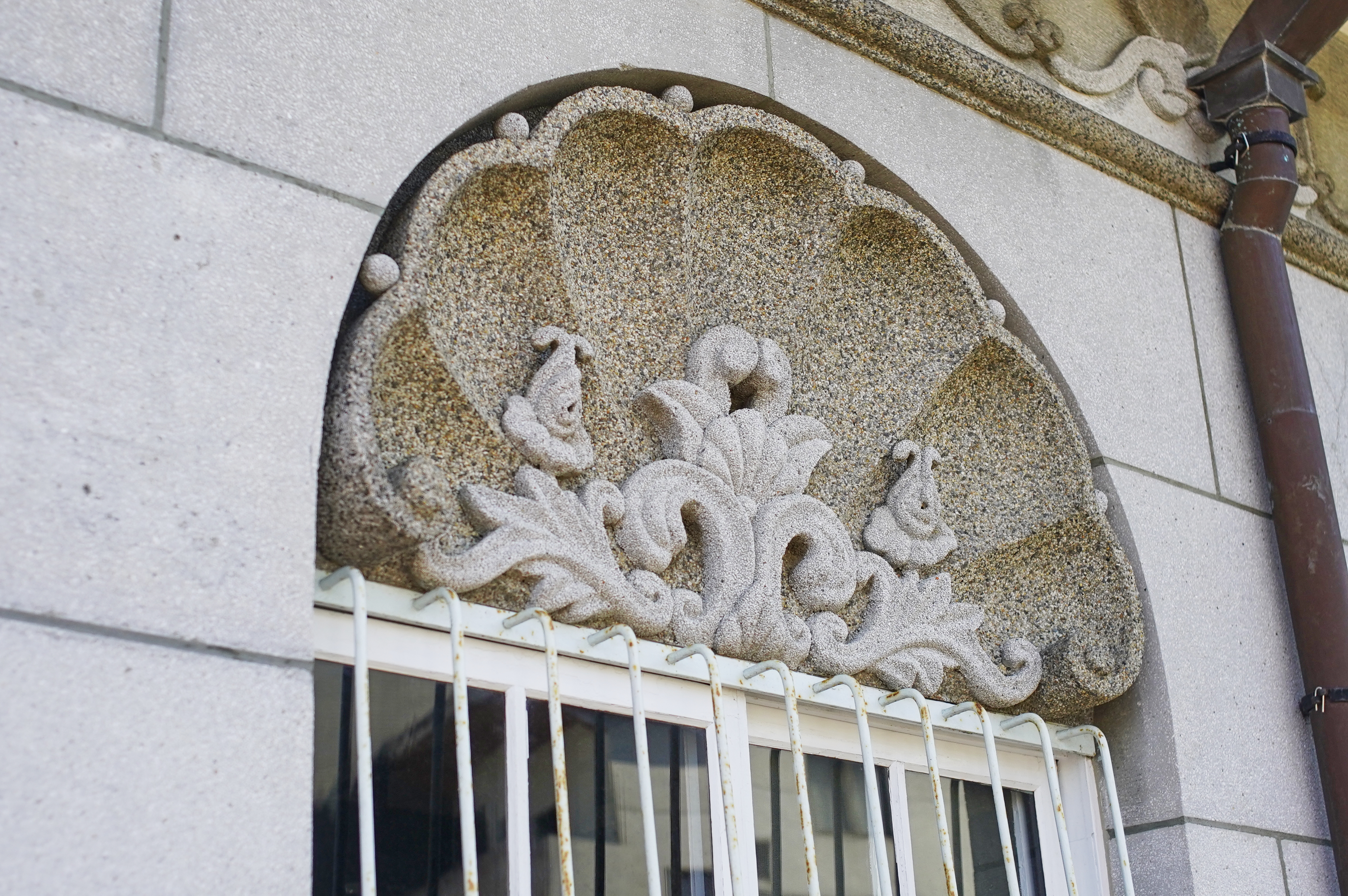
姜阿新洋樓正面開窗上方的貝殼造型雕花
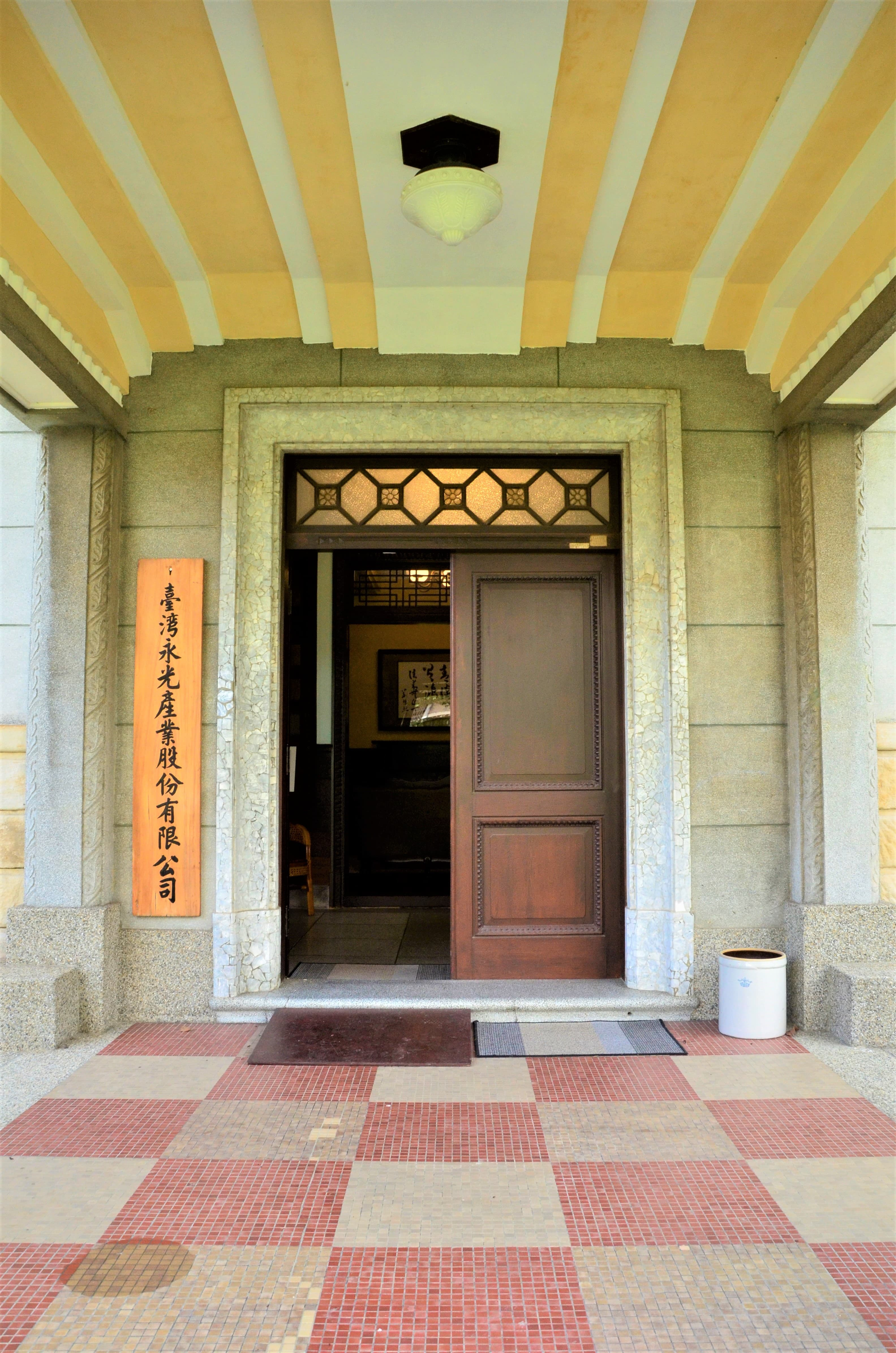
大門左側有永光公司招牌
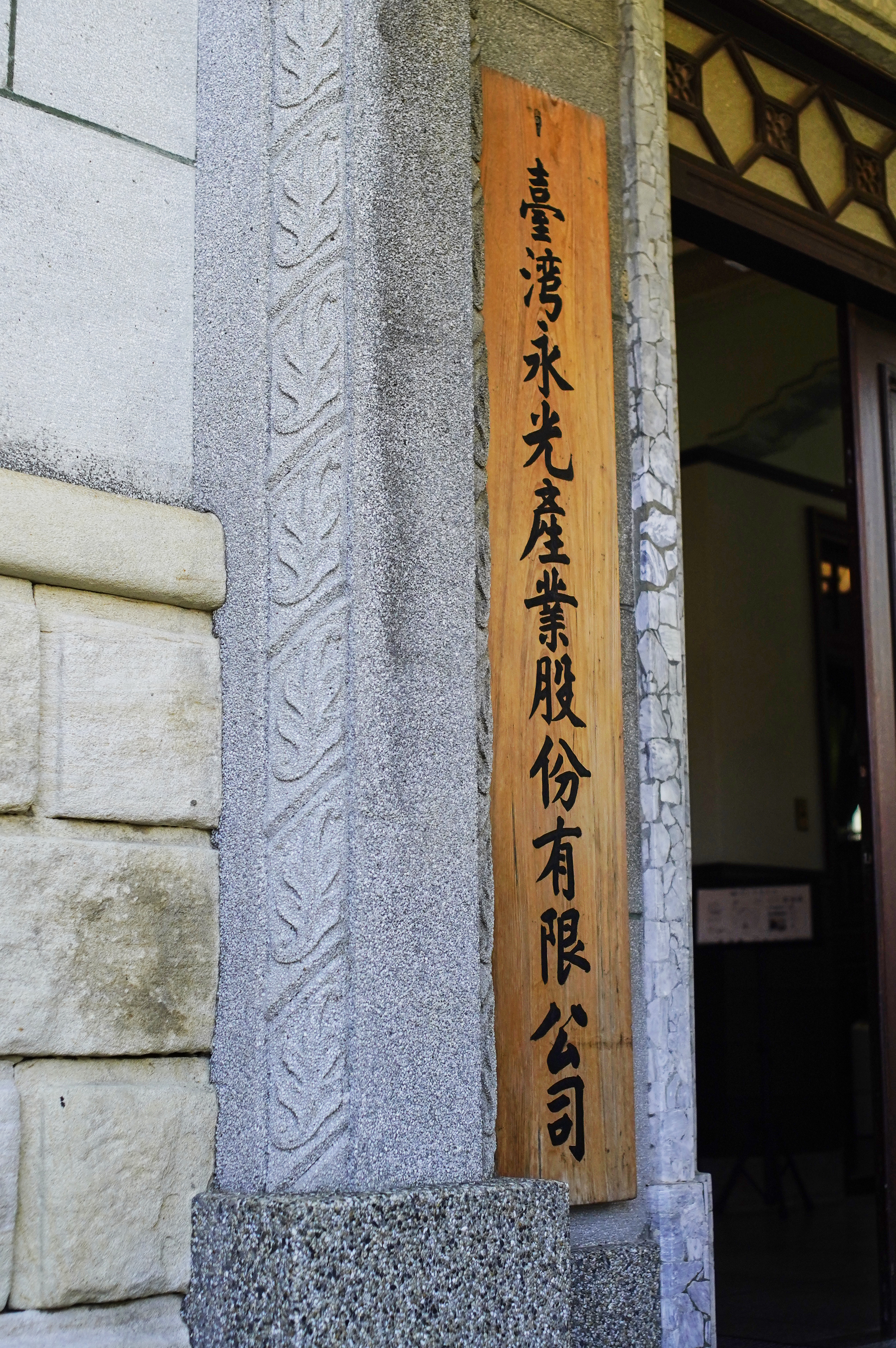
姜阿新洋樓車寄的外牆，採用洗石子和抿石子的兩種工法
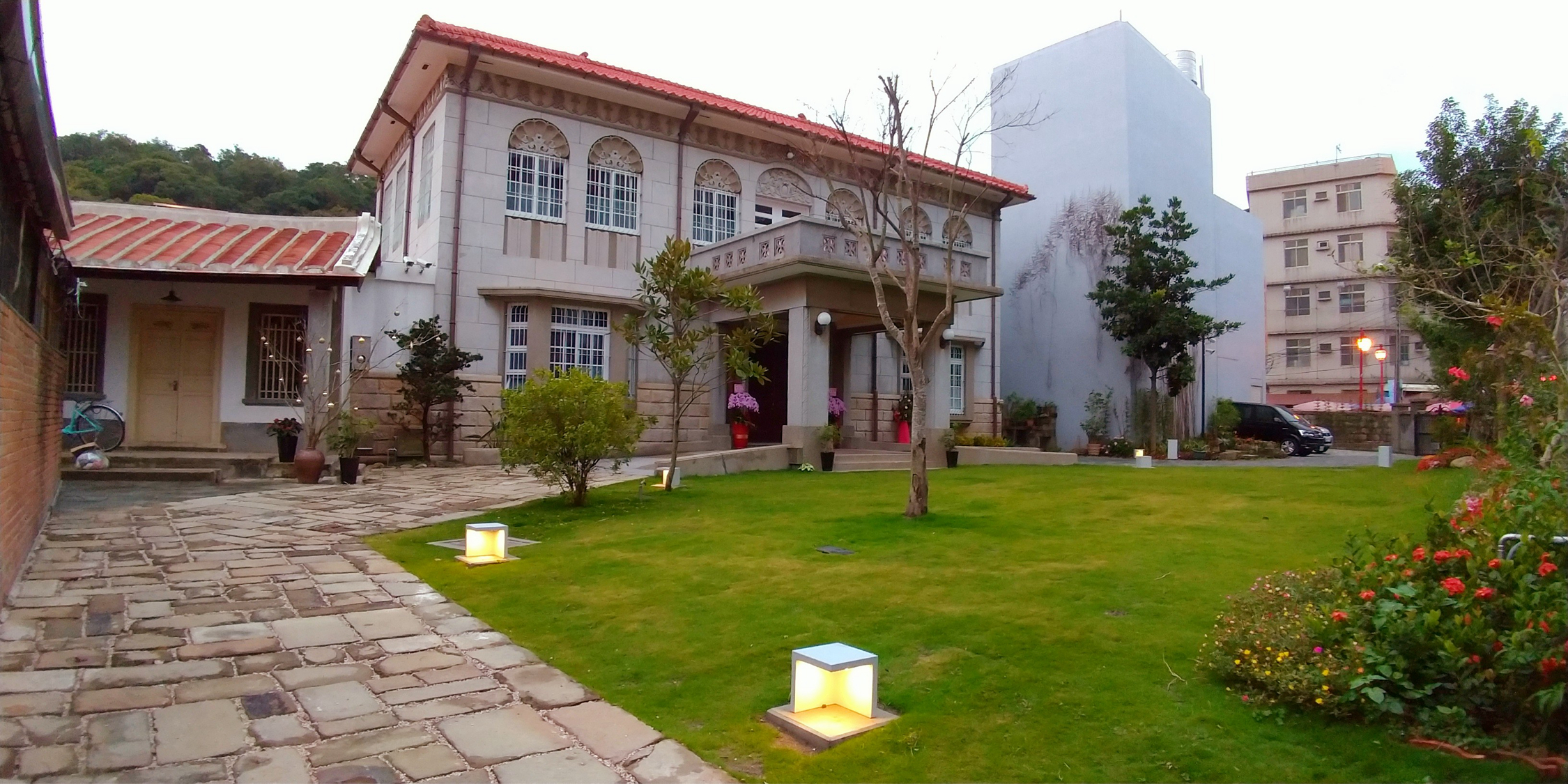
姜阿新洋樓

姜阿新洋樓主體結構為鋼筋混凝土加強磚造，外觀以洗石子、斬石子仿石砌工法，院牆則以北投淇哩岸石疊砌。大門入口處有挑高突出的車寄；正立面基礎及台度部分採用大塊石材，上面以洗石子、抿石子技法，有仿巴洛克式的裝飾。其材料為北投的唭哩岸石，顏色為粉紅略帶黃色，另外亦採用抿石、馬賽克地磚；屋頂則採用紅胎文化瓦。

### 室內

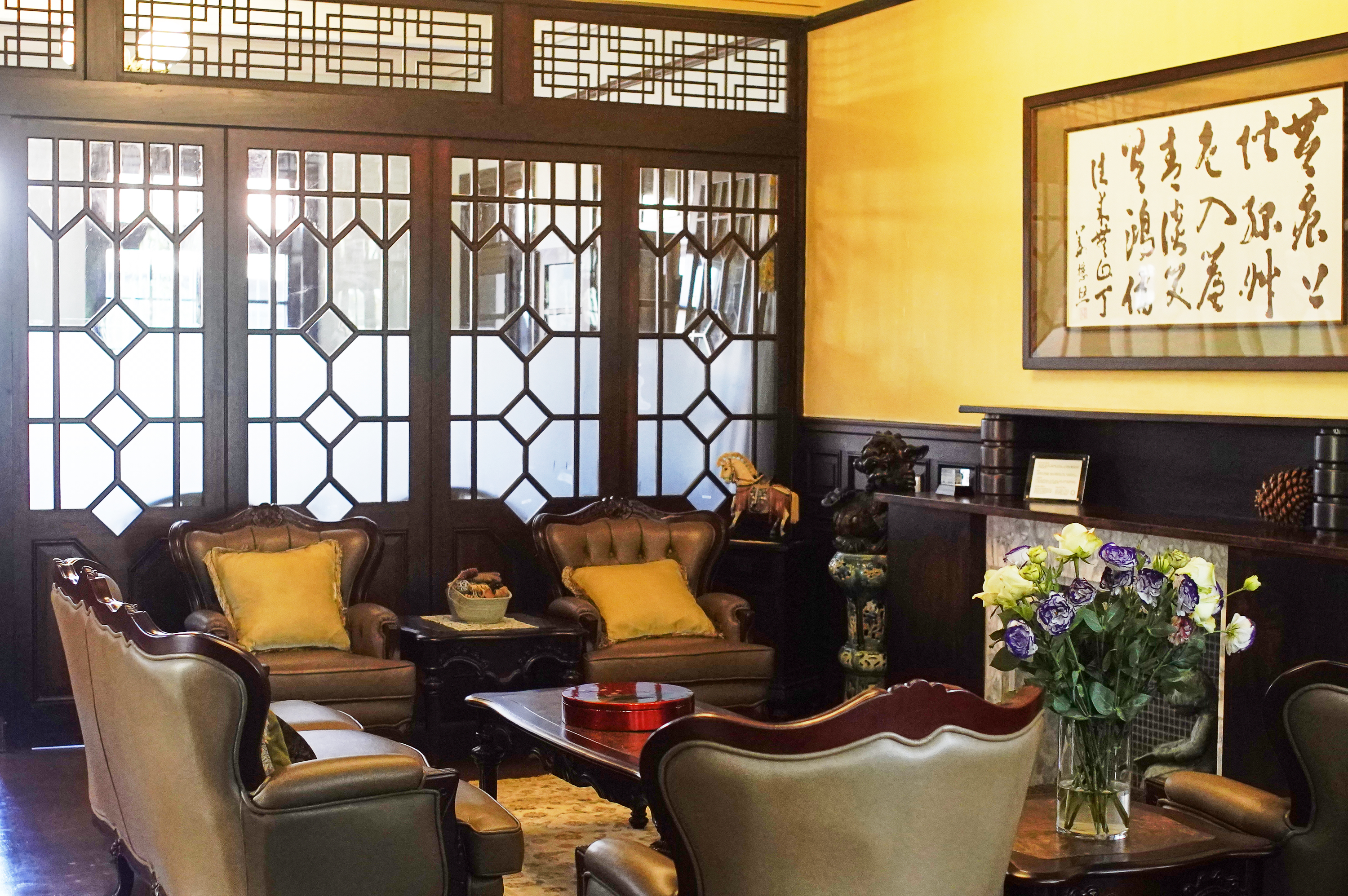
姜阿新洋樓的客廳
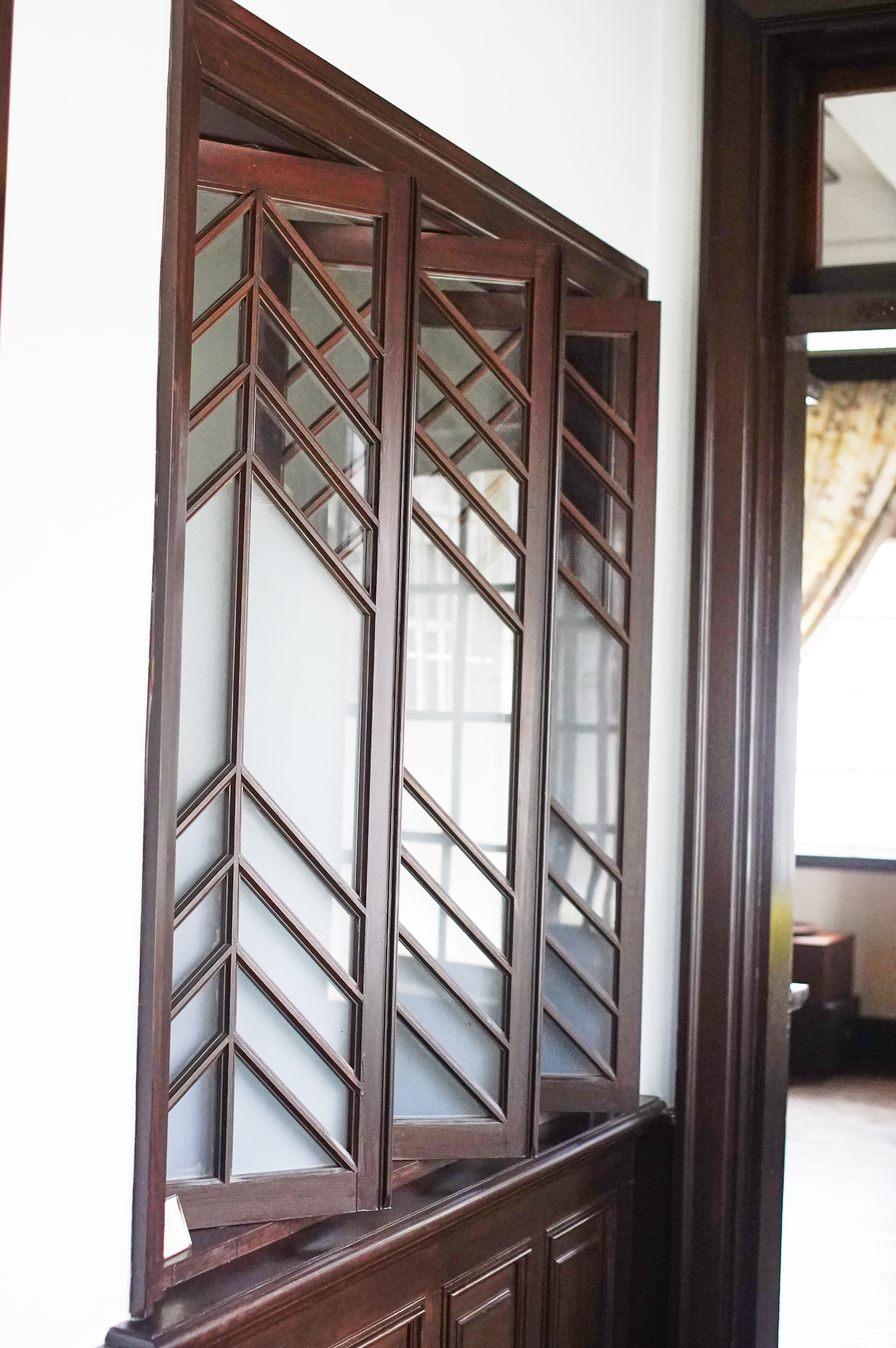
以樹木為設計意象的旋轉窗
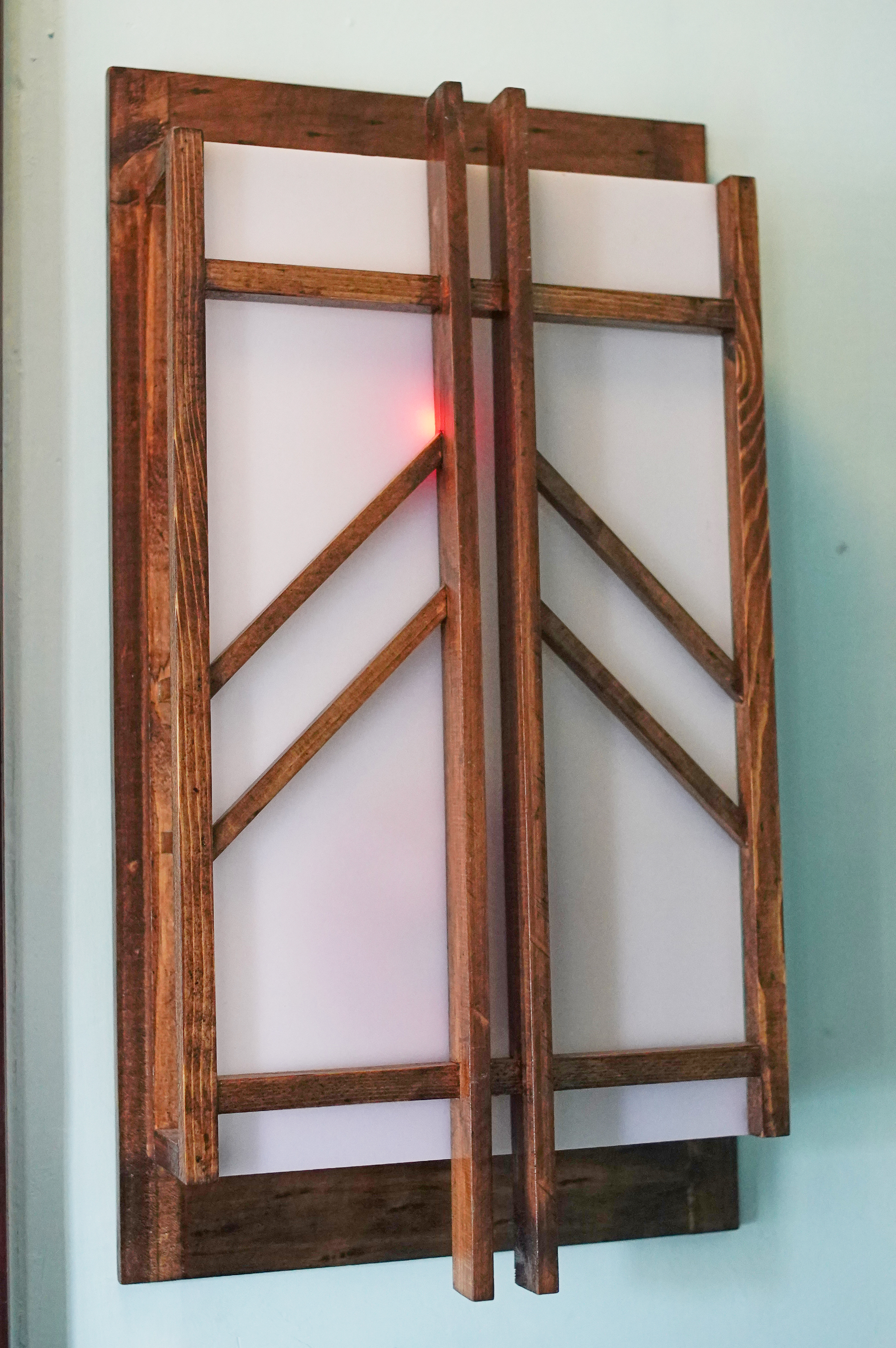
姜阿新洋樓當中的燈
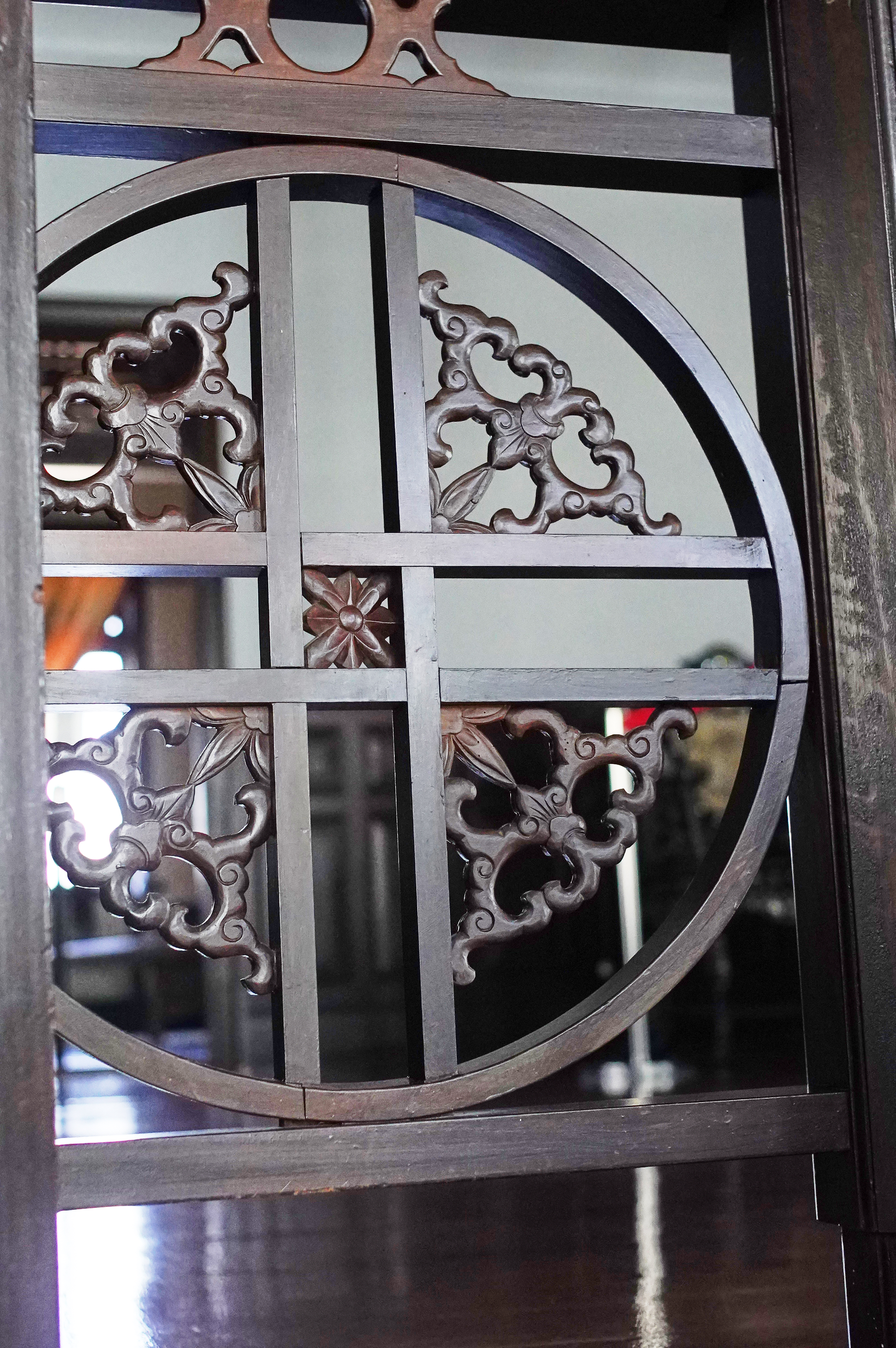
姜阿新洋樓的木障屏風
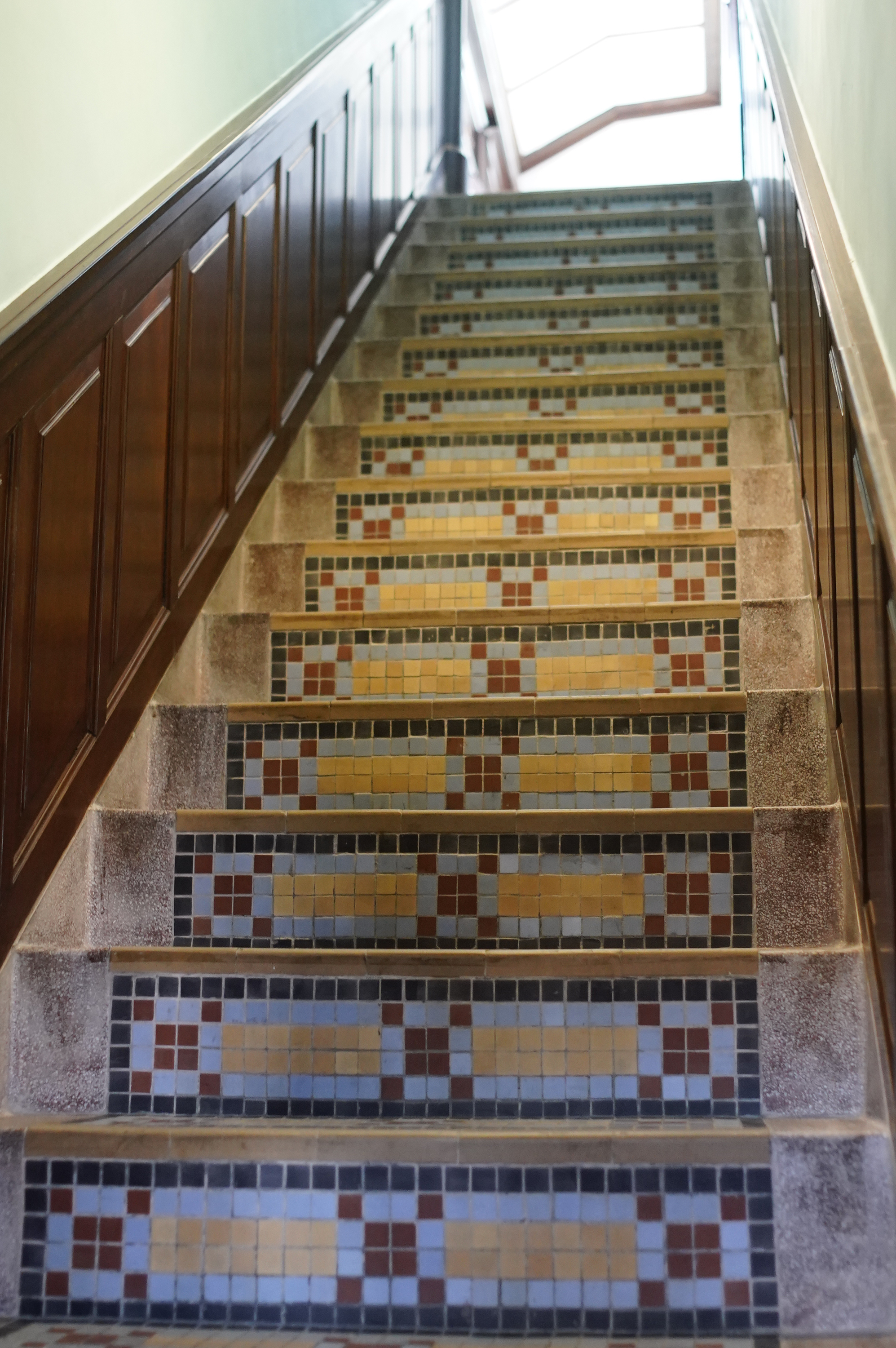
姜阿新洋樓的馬賽克拼花樓梯
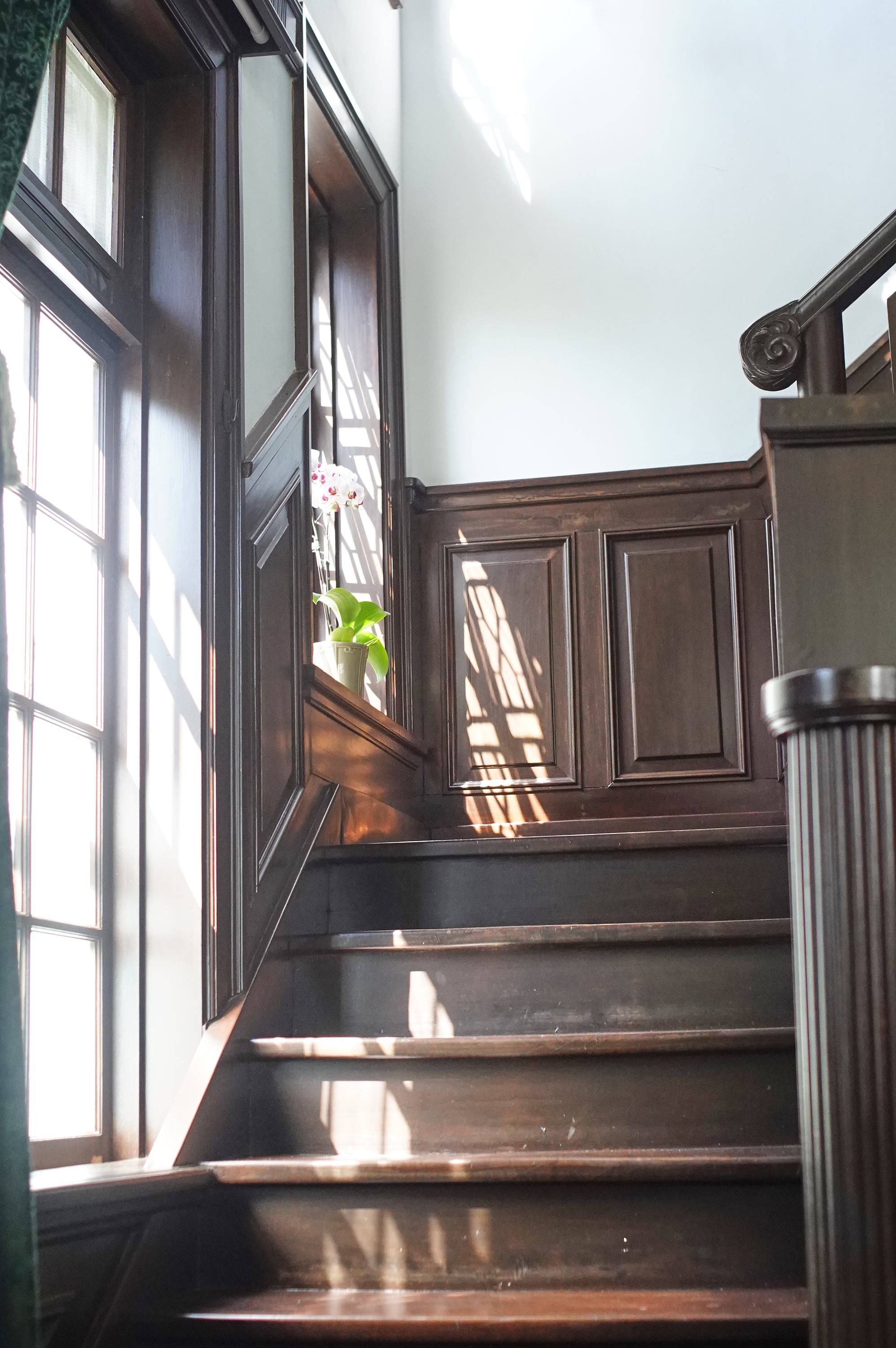
姜阿新洋樓木階梯
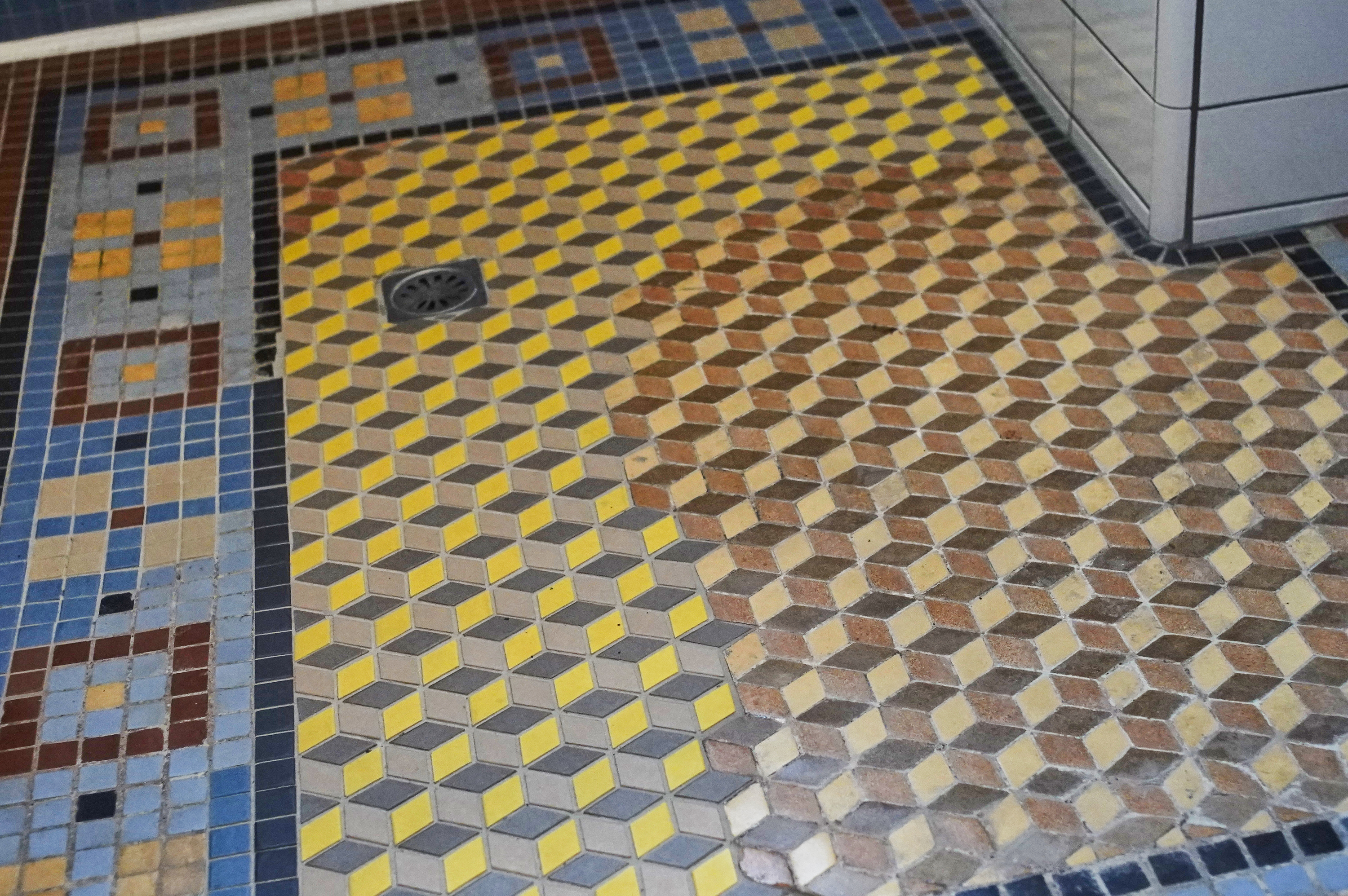
姜阿新洋樓的廁所馬賽克
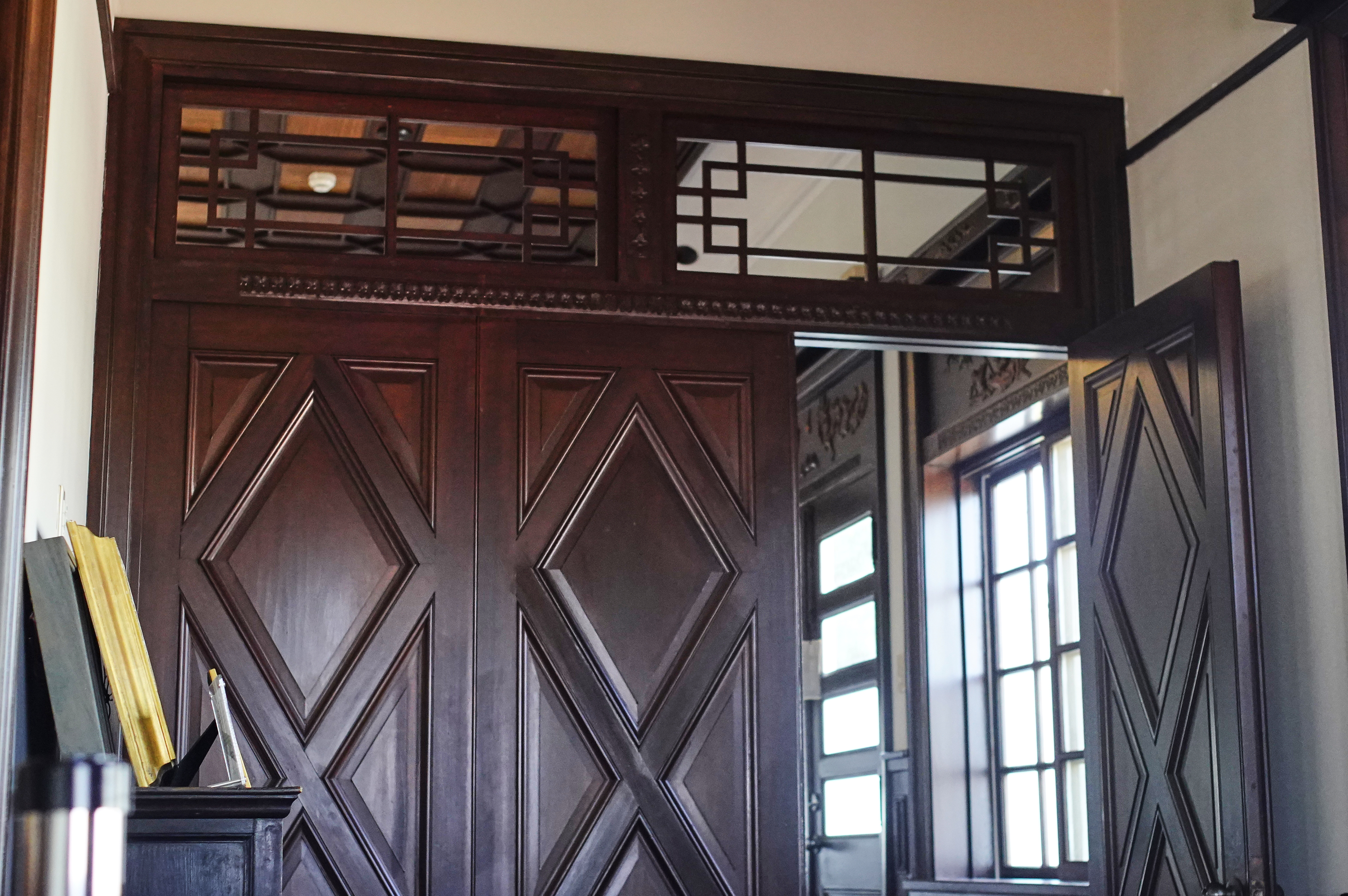
姜阿新洋樓的門板
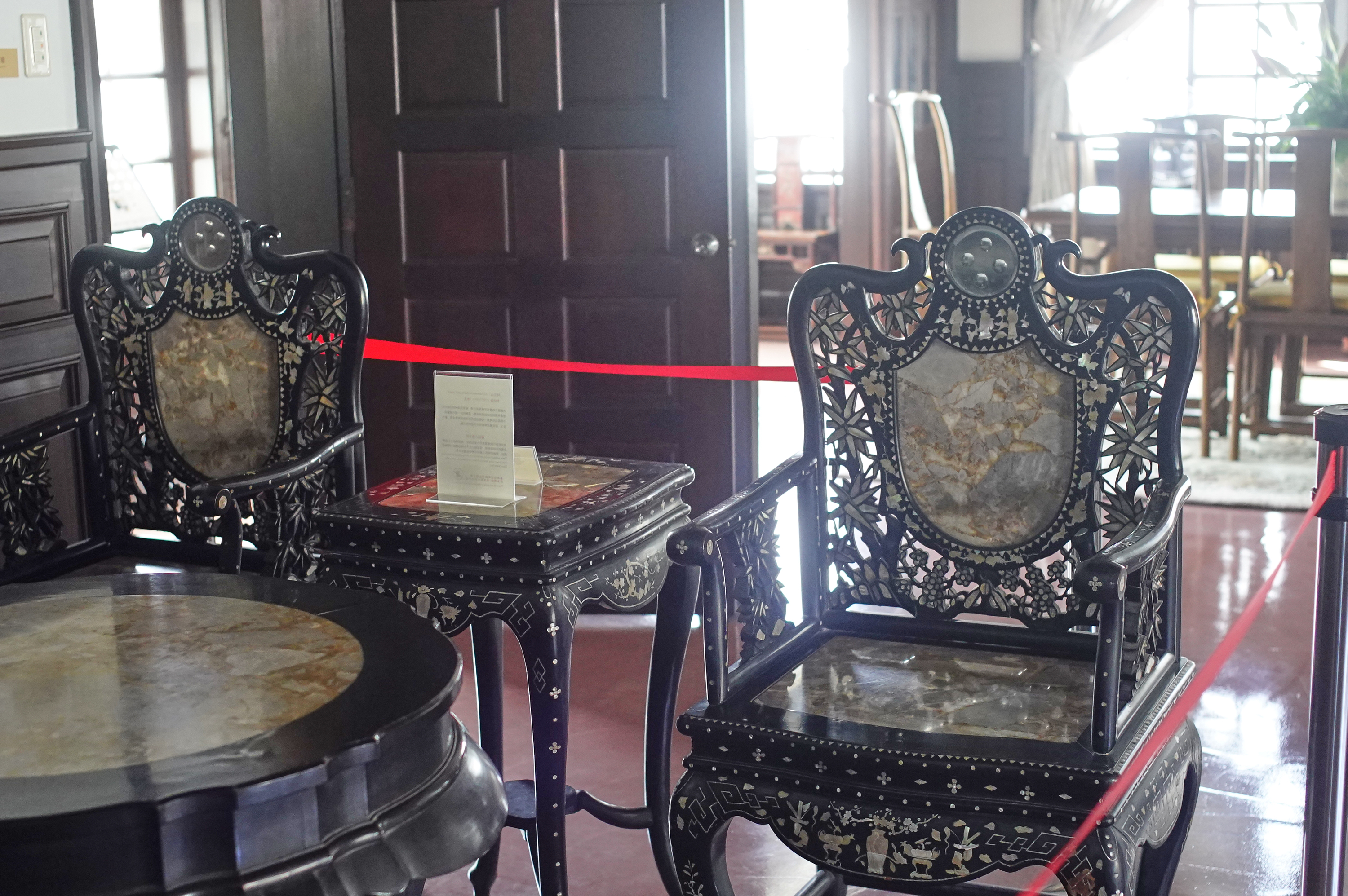
姜阿新洋樓裡的螺鈿木椅
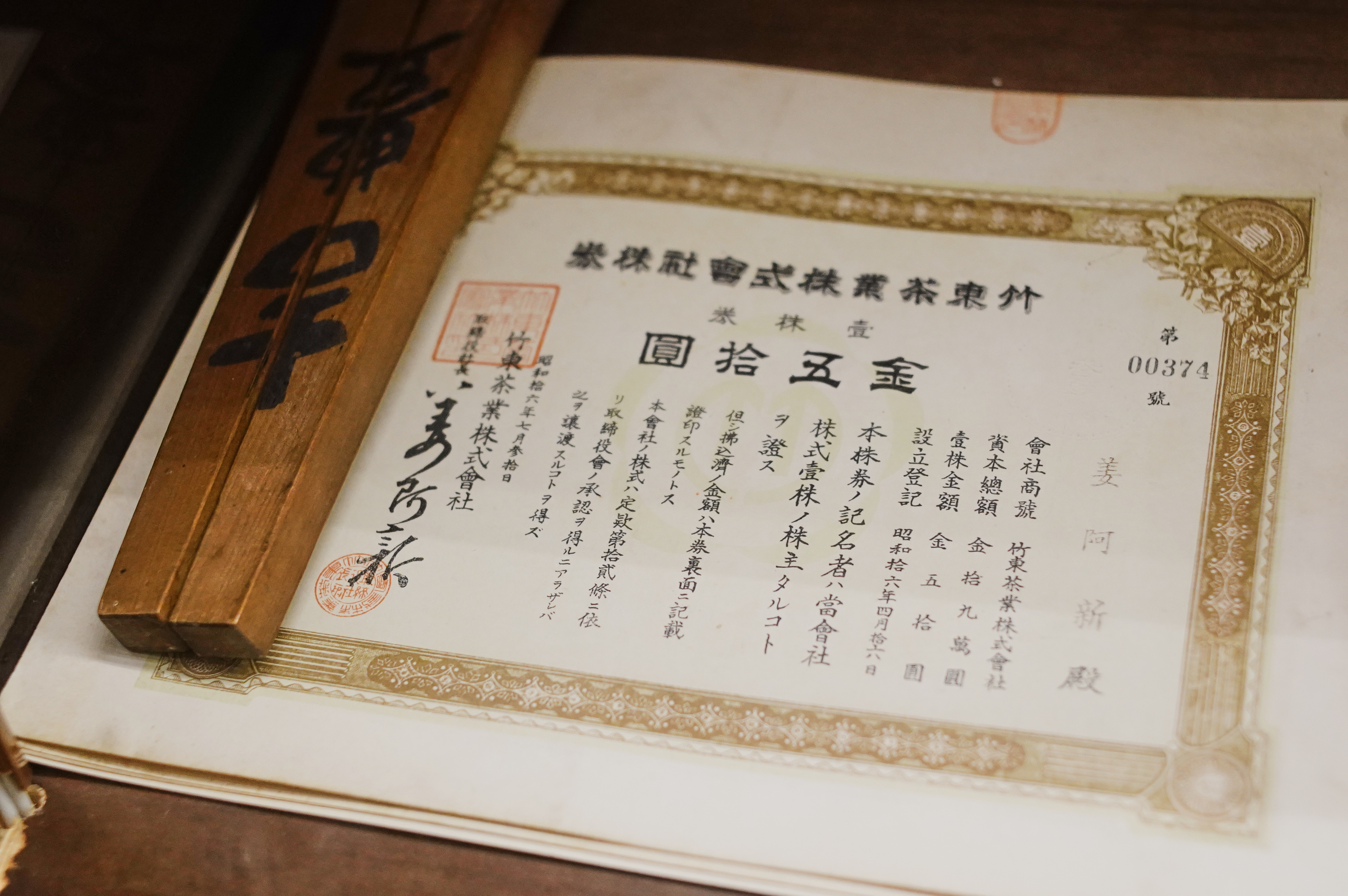
竹東製茶株式會社股票

姜阿新洋樓室內主要為木造結構，室內格局一樓車寄後方為門廳，門廳後為大廳，大廳左右兩側各有一間會客廳，以上四個廳為一樓前半部，主要用作為交際功能。一樓後半部為居住空間，有起居室、主臥室、廚房、兩套衛浴、洗衣房、儲物間、側院花架；二樓有神明廳、起居室、六個房間，並有一個大露台，可以觀賞附近景色:3-3。屋內各部尺寸均符合傳統門公尺的吉利尺寸。一樓有寬敞的廊道，左右邊各有一個海灣型窗戶。大廳的天花板採用日本「色漆喰」工法，採用多色的灰泥施作。木構材料採用烏心石檜木、樟木、櫸木、香杉等。二樓木作採用多種工法，門窗的雕飾多種風格，有蝙蝠的圖像代表八方來「福」，有異木相嵌的裝飾，有貼滿馬賽克磁磚的風格等。

## 外部連結
- （繁體中文）姜阿新洋樓簡介 （页面存档备份，存于），姜阿新教育基金會
- （繁體中文）新竹縣定古蹟－姜阿新洋樓的Facebook專頁